# Torsten Ralf
Torsten Ralf (2 de enero de 1901, Malmö - 27 de abril de 1954, Estocolmo) fue un tenor sueco asociado con personajes de Wagner y Richard Strauss.
Debutó en Stettin en 1930 como Cavaradossi en Tosca de Puccini, formando parte de los elencos de Chemnitz (1931-33) y Fráncfort del Meno (1933-35), y de la Semperoper de Dresde en 1935. 
Famoso en la Ópera Estatal de Baviera y la Wiener Staatsoper por sus encarnaciones de Florestan en Fidelio, Tannhäuser, Lohengrin, Walther von Stolzing, Siegmund, Tristan, Parsifal, Bacchus, Radames y Otelo de Verdi.
Creó el Apollo en el estreno de Daphne de Richard Strauss en 1938.
También cantó en el Covent Garden, Teatro Colón de Buenos Aires, Berlín Staatsoper, la Ópera Real de Estocolmo y el Metropolitan Opera en 1945 como Lohengrin dirigido por Fritz Busch.
En 1954 murió repentinamente, dejó grabaciones como Lohengrin con Tiana Lemnitz, Tristan con Helen Traubel, Die Frau ohne Schatten con Hilde Konetzni.